# Давід Гляйршер
Давід Гляйшер (нім. David Gleirscher) — австрійський саночник, олімпійський чемпіон та медаліст.
Золоту олімпійську медаль та звання олімпійського чемпіона Гляйршер виборов у змаганнях на одиночних санях Пхьончханської олімпіади 2018 року. Крім того на цій Олімпіаді він отримав бронзову медаль за третє місце у змішаній естафеті.

## Виноски
1. 1 2 3 4 5  https://www.olympic.org/pyeongchang-2018/results/en/luge/athlete-profile-n3023412-david-gleirscher.htm
2. ↑  Men's singles results (PDF). Архів оригіналу (PDF) за 28 лютого 2018. Процитовано 16 квітня 2018.
3. ↑  Team relay results (PDF). Архів оригіналу (PDF) за 28 лютого 2018. Процитовано 16 квітня 2018.